# Renato Sanches
Renato Júnior Luz Sanches (portugalská výslovnost [ʁɨˈnatu ˈsɐ̃ʃɨʃ]; * 18. srpna 1997 Lisabon) je portugalský profesionální fotbalista, který hraje na pozici středního záložníka za portugalský klub Benfica Lisabon, kde je na hostování z Paris Saint-Germain FC, a za portugalský národní tým.
Je mistrem Evropy z roku 2016. Na tomto šampionátu byl vyhlášen nejlepším mladým hráčem. Za rok 2016 získal ocenění Golden Boy pro nejlepšího hráče do 21 let v Evropě, které uděluje italský deník Tuttosport.

## Klubová kariéra
- Águias da Musgueira (mládež)[3]
- Benfica Lisabon (mládež)
- Benfica Lisabon B 2014–2015
- Benfica Lisabon 2015–2016
- FC Bayern Mnichov 2016–2019
- →  Swansea City AFC (hostování) 2017–2018[4]

V srpnu 2019 jej koupilo francouzské Lille, se kterým Sanches podepsal pětiletý kontrakt.

## Reprezentační kariéra
Renato Sanches reprezentoval Portugalsko v mládežnických kategoriích.
V A-mužstvu Portugalska debutoval 25. března 2016 v přátelském zápase ve městě Leiria proti reprezentaci Bulharska (prohra 0:1). Dostal se do 23členné portugalské nominace na EURO 2016 ve Francii jako vůbec nejmladší Portugalec v historii, překonal věkový rekord Cristiana Ronalda. Jeho věk však zpochybnila některá portugalská média a francouzský trenér Guy Roux, podle kterých je mladý záložník o několik let starší.

## Osobní život
Matka pochází z Kapverd, otec z afrického státu Svatý Tomáš a Princův ostrov.

## Vyznamenání
- komandér Řádu za zásluhy – Portugalsko, 10. července 2017[10]